# Nguyễn Thị Nghĩa (thứ trưởng)
Nguyễn Thị Nghĩa (sinh năm 1959) là một nữ chính trị gia người Việt Nam. Bà nguyên là ủy viên Ban Cán sự Đảng, Thứ trưởng Bộ Giáo dục và Đào tạo Việt Nam. Bà phụ trách các lĩnh vực: Giáo dục Mầm non; Giáo dục trẻ khuyết tật và giáo dục hoà nhập; Giáo dục dân tộc; Báo chí xuất bản; Cổ phần hóa doanh nghiệp; Công tác dân số, gia đình và trẻ em; Công tác nữ của ngành; Công tác học sinh, sinh viên; Công tác thanh tra trong các lĩnh vực phụ trách theo phân công của Bộ trưởng Bộ Giáo dục và Đào tạo Việt Nam. Bà phụ trách địa bàn các tỉnh thuộc Đồng bằng sông Hồng và Bắc Trung Bộ; Tây Nguyên và Nam Trung Bộ. Bà từng là Giám đốc Sở Giáo dục và Đào tạo tỉnh Quảng Bình.

## Xuất thân
Bà Nguyễn Thị Nghĩa sinh năm 1959.

## Giáo dục
Bà có học vị thạc sĩ ngành Sinh học.
Năm 2009, bà hoàn thành các thủ tục cuối cùng để bảo vệ luận án tiến sĩ tại Trường Đại học Sư phạm Hà Nội.

## Sự nghiệp
Bà từng là giáo viên môn sinh học, giảng dạy tại Trường THPT Lương Thế Vinh (thị xã Ba Đồn, tỉnh Quảng Bình). Sau đó, bà được đề bạt làm hiệu phó nhà trường rồi lên phó giám đốc Sở Giáo dục và Đào tạo tỉnh Quảng Bình.
Từ năm 2001 đến năm 2009, bà giữ chức Giám đốc Sở Giáo dục và Đào tạo tỉnh Quảng Bình.
Tháng 6 năm 2009, thủ tướng Nguyễn Tấn Dũng bổ nhiệm bà Nguyễn Thị Nghĩa, Giám đốc Sở Giáo dục và Đào tạo tỉnh Quảng Bình giữ chức Thứ trưởng Bộ Giáo dục và Đào tạo, thay bà Đặng Huỳnh Mai nghỉ hưu. (quyết định số 818/QĐ-TTg)
Sáng ngày 5 tháng 8 năm 2014, Bộ Nội vụ đã công bố Quyết định số 1249/QĐ-TTg ngày 24/7/2014 của Thủ tướng Chính phủ bổ nhiệm lại bà Nguyễn Thị Nghĩa giữ chức Thứ trưởng Bộ Giáo dục và Đào tạo.
Tháng 9 năm 2017, bà là Phó Chủ tịch Hội đồng cấp Nhà nước xét tặng danh hiệu “Nhà giáo Nhân dân”, “Nhà giáo Ưu tú” lần thứ 14.
Tại buổi giao ban Bộ GD&ĐT tháng 8 chiều 29/8/2019, Bộ GD&ĐT tổ chức lễ chia tay Thứ trưởng Bộ GD&ĐT Nguyễn Thị Nghĩa nghỉ hưu theo chế độ từ ngày 1/9/2019.
Theo đó, tại Quyết định số 751/QĐ-TTg, Thủ tướng quyết định bà Nguyễn Thị Nghĩa, Thứ trưởng Bộ Giáo dục và Đào tạo nghỉ hưu theo chế độ từ ngày 1/9/2019.

## Danh hiệu
- Nhà giáo Ưu tú[2]